# Aquilegia yabeana
Aquilegia yabeana és una espècie de planta fanerògama que pertany a la família de les ranunculàcies.

## Morfologia
Aquilegia yabeana té les seves tiges de 40 a 60 cm d'alçada, escassament pubescents o glandulars, peludes i apicalment ramificades. Té diverses fulles basals, 1 o 2 ternades, el pecíol fa entre 8 a 25 cm; el limbe de les fulles del seu revers són escassament pubescents, el seu anvers són glabres; els folíols laterals obliquament obovats, bilobulats desiguals: el folíol central de forma rombe-obovat a molt rombe, entre 2,5 a 5 (- 8,5) × 2,5-4 (- 5) cm, trilobulats i dentats. Té diverses fulles a la tija, peciolades llargues, dues ternades més baixes a la tija, ternades apicalment. Fan inflorescències cimoses amb poques flors; té 3 bràctees lobulades o dividides, per poc oblongues. Les flors fan uns 4 cm de diàmetre, densament pubescents i glandulars. El seu pedicel fa entre 1 a 6 cm. Els seus sèpals són de color porpra. estretament ovats, (1.6 -) 2--2,6 × 0,7 a -1 cm. Les pètals són de color porpra, suberectes, àmpliament oblongs, de 1,2 a 1,5 cm, l'àpex és arrodonit i truncat; l'esperó de la flor fa entre 1,7 a 2 cm, poc pubescent, incurvat apicalment en forma de ganxo. Els estams fan fins a 1,2 cm i les anteres són oblongues. Els estaminodis fan uns 5,5 mm. Té cinc pistils, densament peluts i glandulars. Els fol·licles (1,2 -) 1,5-2,2 cm, estriats de forma marcada; els estils són persistents de 5 a 7 mm. Les seves llavors fan al voltant d'uns 2 mm. La seva floració es produeix entre maig i juny.

## Distribució i hàbitat
La distribució natural d'Aquilegia yabeana es troba a les províncies xineses de Hebei, Henan, Hubei, la part occidental de Liaoning, Mongòlia Interior, al sud de Shaanxi i Shanxi, i creix en marges dels boscos i en vessants coberts d'herba.

## Taxonomia
Aquilegia yabeana va ser descrita per Masao Kitagawa i publicat a Report of the First Scientific Expedition to Manchoukou 4(4): 81, pl. 1, a l'any 1936.
Etimologia
Aquilegia: nom genèric que deriva del llatí aquila = "àguila", en referència a la forma dels pètals de la qual se'n diu que és com l'urpa d'una àguila.
yabeana: epítet
Sinonímia
- Aquilegia oxysepala var. yabeana (Kitag.) Munz
- Aquilegia yabeana fo. luteola S.H. Li & Y.H. Huang